# مقاطعة تشاريتون (ميزوري)
مقاطعة تشاريتون (بالإنجليزية: Chariton County)‏ هي إحدى المقاطعات في ولاية ميزوري في الولايات المتحدة الأمريكية.